# Кемберг
Кемберг (њем. Kemberg) град је у њемачкој савезној држави Саксонија-Анхалт. Једно је од 39 општинских средишта округа Витенберг. Према процјени из 2010. у граду је живјело 11.264 становника. Посједује регионалну шифру (AGS) 15091160.

## Географски и демографски подаци
Кемберг се налази у савезној држави Саксонија-Анхалт у округу Витенберг. Град се налази на надморској висини од 76 метара. Површина општине износи 235,1 km². У самом граду је, према процјени из 2010. године, живјело 11.264 становника. Просјечна густина становништва износи 48 становника/km².